# Grapsus grapsus
Grapsus grapsus is een krab uit de orde Decapoda (tienpotigen). Een andere naam voor deze krabben is Sally Lightfoot-krab, die ook voor Percnon gibbesi gebruikt wordt.

## Kenmerken
Het rugschild van deze krab kan tot 8 centimeter lang worden. Ze zijn voornamelijk rood en oranje van kleur. Jonge dieren zijn donkerbruin of zwart. De meeste tijd is de krab inactief en verstopt zich in rotsspleten. Vooral bij eb komen de krabben naar buiten. Ze voeden zich van de organismen die de zee met zich meebrengt wanneer deze op de rotsen slaat.

## Verspreiding en leefgebied
Deze soort komt onder meer voor aan de westkust van Zuid-Amerika, Centraal-Amerika, Mexico, Galapagoseilanden en langs de westkust van Afrika. Ook op de Canarische Eilanden en Madeira is de krab gesignaleerd.